# Bukavu
Bukavu (1927–1954 Costermansville bzw. Costermansstad) ist eine Stadt im Osten der Demokratischen Republik Kongo am südwestlichen Ufer des Kivusees, direkt an der Grenze zu Ruanda.
Sie ist auch die Hauptstadt der Provinz Sud-Kivu und hatte 2021 ca. 1.133.000 Einwohner.

## Geografie

### Geografische Lage
Bukavu liegt in der Zentralafrikanischen Schwelle auf durchschnittlich 1.600 m Höhe. Die höchste Erhebung im Stadtgebiet ist der 2.194 m hohe Mbogwe und befindet sich im Bezirk Bagira, gefolgt vom 1.800 m hohen Ruvumba.
Die Stadt liegt direkt am südwestlichen Rand des Kivusees und wird im Osten vom Fluss Ruzizi natürlich begrenzt.

### Klima
Das Klima ist äquatorial, aufgrund der relativ hohen Lage der Stadt allerdings gemäßigt. Zwischen September und Mai herrscht die achtmonatige Regenzeit. Anhaltende starke Regenfälle führen immer wieder zu Erdrutschen.

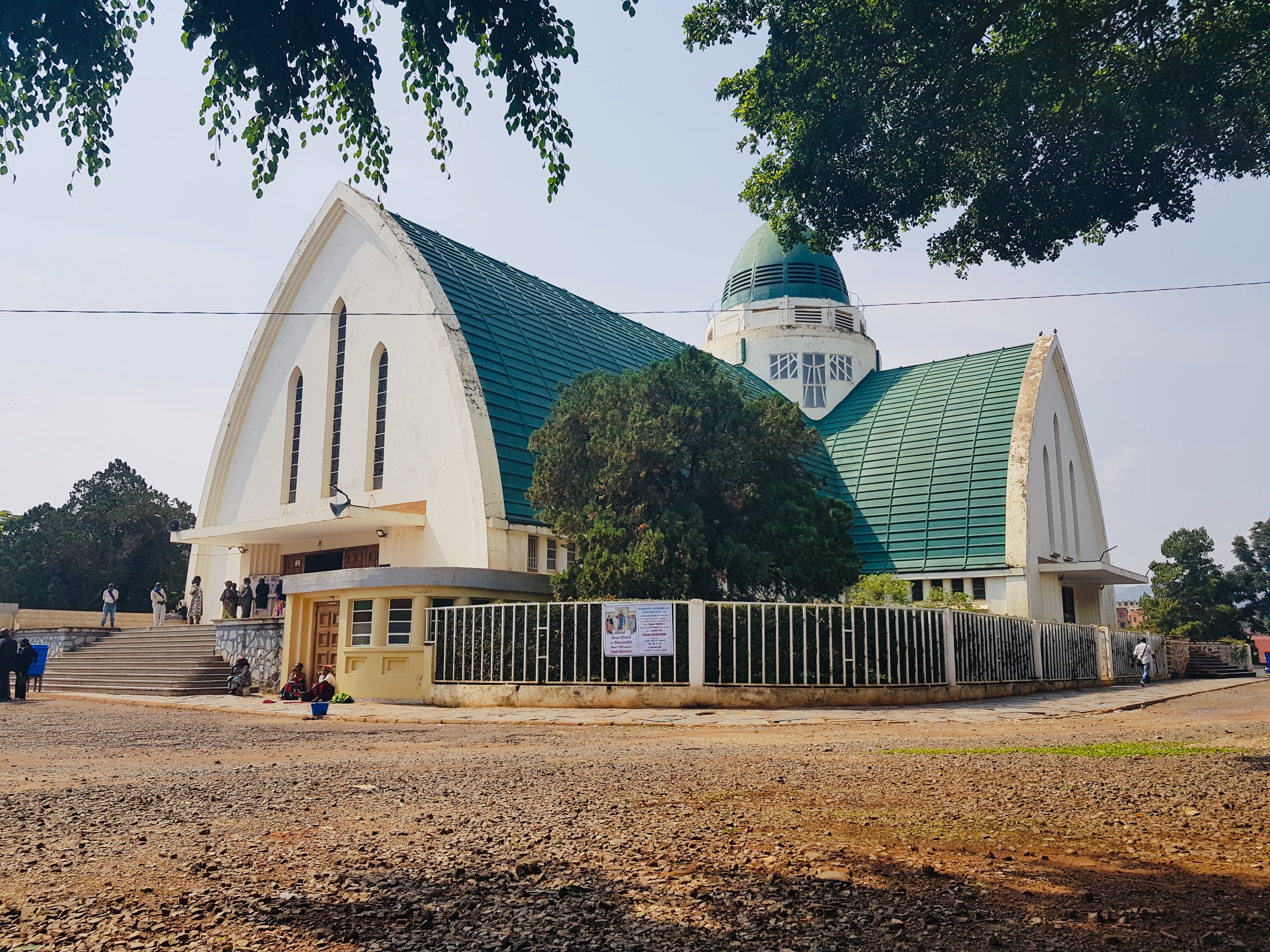
Die römisch-katholische Kathedrale Notre-Dame-de-la-Paix im Bezirk Ibanda

|                       | Jan  | Feb  | Mär  | Apr  | Mai  | Jun  | Jul  | Aug  | Sep  | Okt  | Nov  | Dez  |   |      |
| Mittl. Tagesmax. (°C) | 25,4 | 25,3 | 25,3 | 24,9 | 24,9 | 25,4 | 26,1 | 27,1 | 26,5 | 25,4 | 24,8 | 24,7 | ⌀ | 25,5 |
| Mittl. Tagesmin. (°C) | 15,4 | 15,4 | 15,4 | 15,6 | 15,7 | 14,8 | 13,8 | 14,7 | 15,4 | 15,6 | 15,4 | 15,4 | ⌀ | 15,2 |
|                       |      |      |      |      |      |      |      |      |      |      |      |      |   |      |
| Niederschlag (mm)     | 118  | 132  | 183  | 148  | 74   | 20   | 13   | 56   | 103  | 144  | 179  | 147  | Σ | 1317 |
|                       |      |      |      |      |      |      |      |      |      |      |      |      |   |      |
| Sonnenstunden (h/d)   | 4,9  | 4,8  | 4,8  | 4,9  | 5,2  | 7,2  | 7,8  | 7,2  | 6,0  | 5,0  | 4,5  | 4,2  | ⌀ | 5,5  |
|                       |      |      |      |      |      |      |      |      |      |      |      |      |   |      |
| Regentage (d)         | 16   | 17   | 21   | 20   | 12   | 3    | 2    | 4    | 12   | 17   | 22   | 20   | Σ | 166  |
|                       |      |      |      |      |      |      |      |      |      |      |      |      |   |      |
| Luftfeuchtigkeit (%)  | 83   | 84   | 85   | 86   | 86   | 81   | 75   | 68   | 74   | 80   | 83   | 84   | ⌀ | 80,7 |

| 15,4 |

| 15,4 |

| 15,4 |

| 15,6 |

| 15,7 |

| 14,8 |

| 13,8 |

| 14,7 |

| 15,4 |

| 15,6 |

| 15,4 |

| 15,4 |

| 15,4 |

| 15,4 |

| 15,4 |

| 15,6 |

| 15,7 |

| 14,8 |

| 13,8 |

| 14,7 |

| 15,4 |

| 15,6 |

| 15,4 |

| 15,4 |

## Stadtgliederung

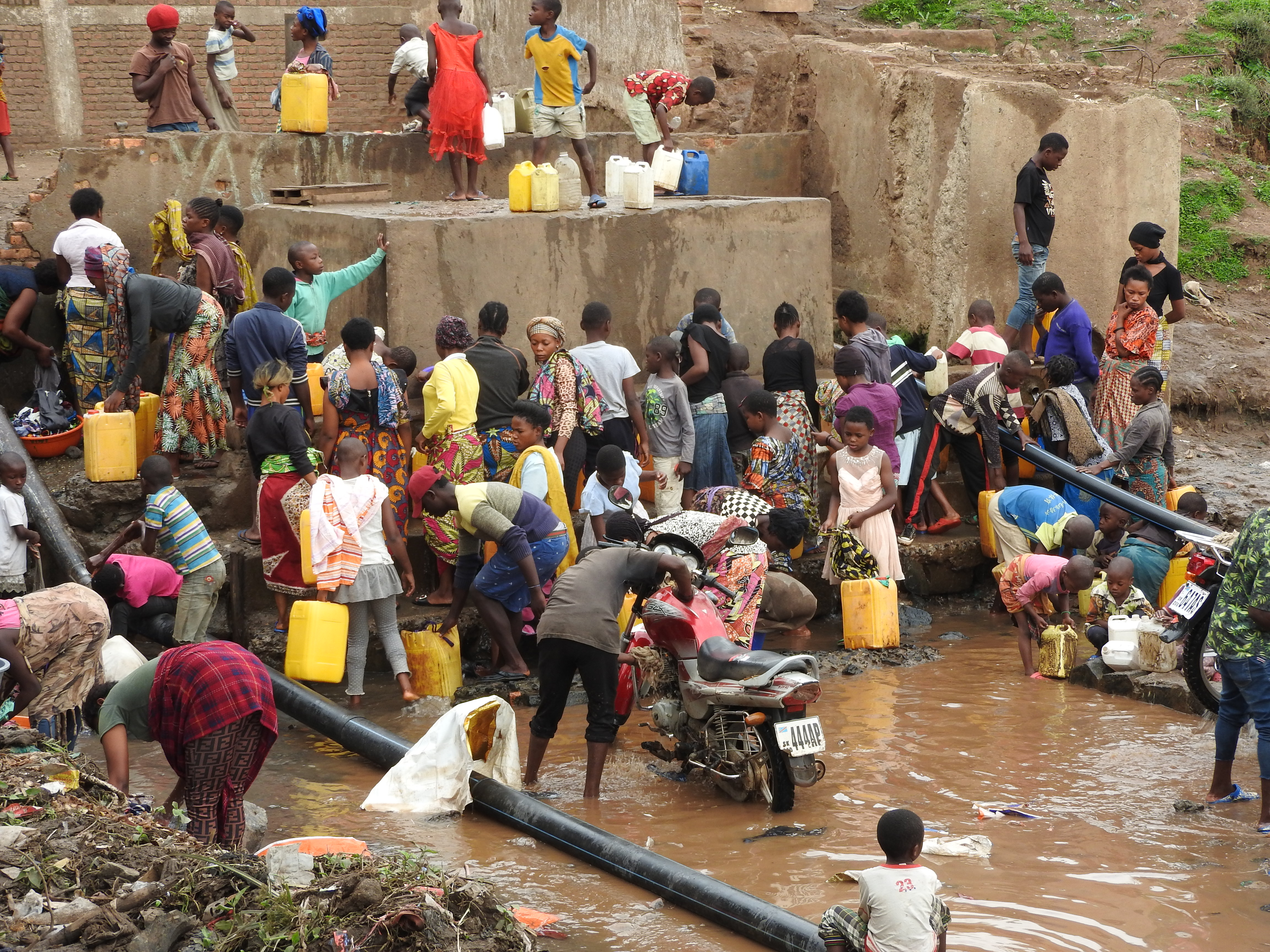
Szene in Bukavu

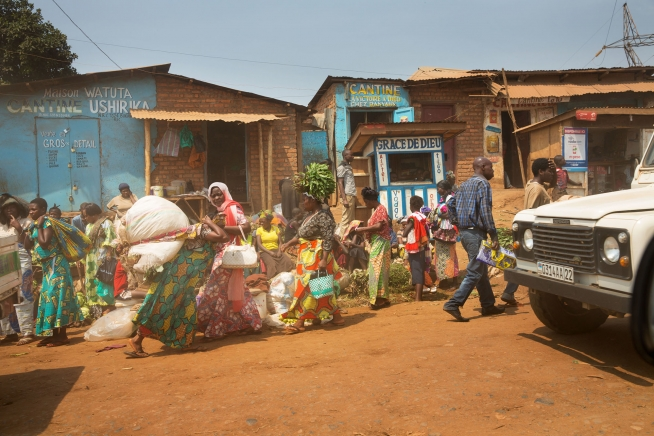
Straßenszene

Bukavu ist in die drei Bezirke (sogenannte communes) Ibanda, Bagira und Kadutu gegliedert, wobei Bagira mit 23,3 km² mehr als die Hälfte des Stadtgebietes bildet. Diese bestehen aus insgesamt elf sogenannten quartieres. Bürgermeister ist seit 2010 Philémon Lutombo Yogolelo. In der Stadt befindet sich außerdem der Sitz des Gouverneurs und des Parlaments der Provinz Süd-Kivu. Innerhalb des Stadtgebietes befinden sich zahlreiche Standorte der MONUSCO-Friedensmission.

## Bürgermeister seit 1958
Nachfolgend sind alle Bürgermeister der Stadt Bukavu mit ihrer Amtsdauer seit 1958 gelistet.
- Emile Wilemaert 1958–1959
- Dejambline de Meux 1959–1960
- Paul Rugamanzi 1960–1961
- Alphonse Kasisi 1961
- Denis Maganga Igomokelo 1961–1964
- François Matabaro N'Vuzo 1964–1967
- Daniel Birimwiragi 1967–1968
- Floribert Sukadi Bulayi 1968–1970
- Grégoire Sedei Sekimonyo 1970–1971
- Gilbert Kibibi wa Lukinda Umo 1971–1974
- Mosha Kayembe Dibwa 1974
- André Lokomba Kumuadeboni 1974–1979
- M'lemvo wa Maduda Yeka 1979–1981
- André Lokomba Kumuadeboni 1981–1982
- Me Nyaloka zizi Mata-Ebongo 1982–1984
- Ndala wa Ndala 1984–1986
- Shango Okitedinga Lumbahe 1986–1988
- Shemisi Betitwa 1988–1991
- Migale mwene Malibu 1991–1996
- Thaddée Mutware Binyonyo 1996–2000
- Roger Safari Basinyize 2000–2003
- Adolphe Cirimwami 2003–2004
- Mathieu Ruguye Mbotwa 2004–2005
- Prosper Mushobekwa Nyalukemba 2005–2008
- Zita Kavungirwa Kayange 2008–2010
- Philemon Lotombo Yogolelo seit 2010

## Geschichte

### Kolonialzeit

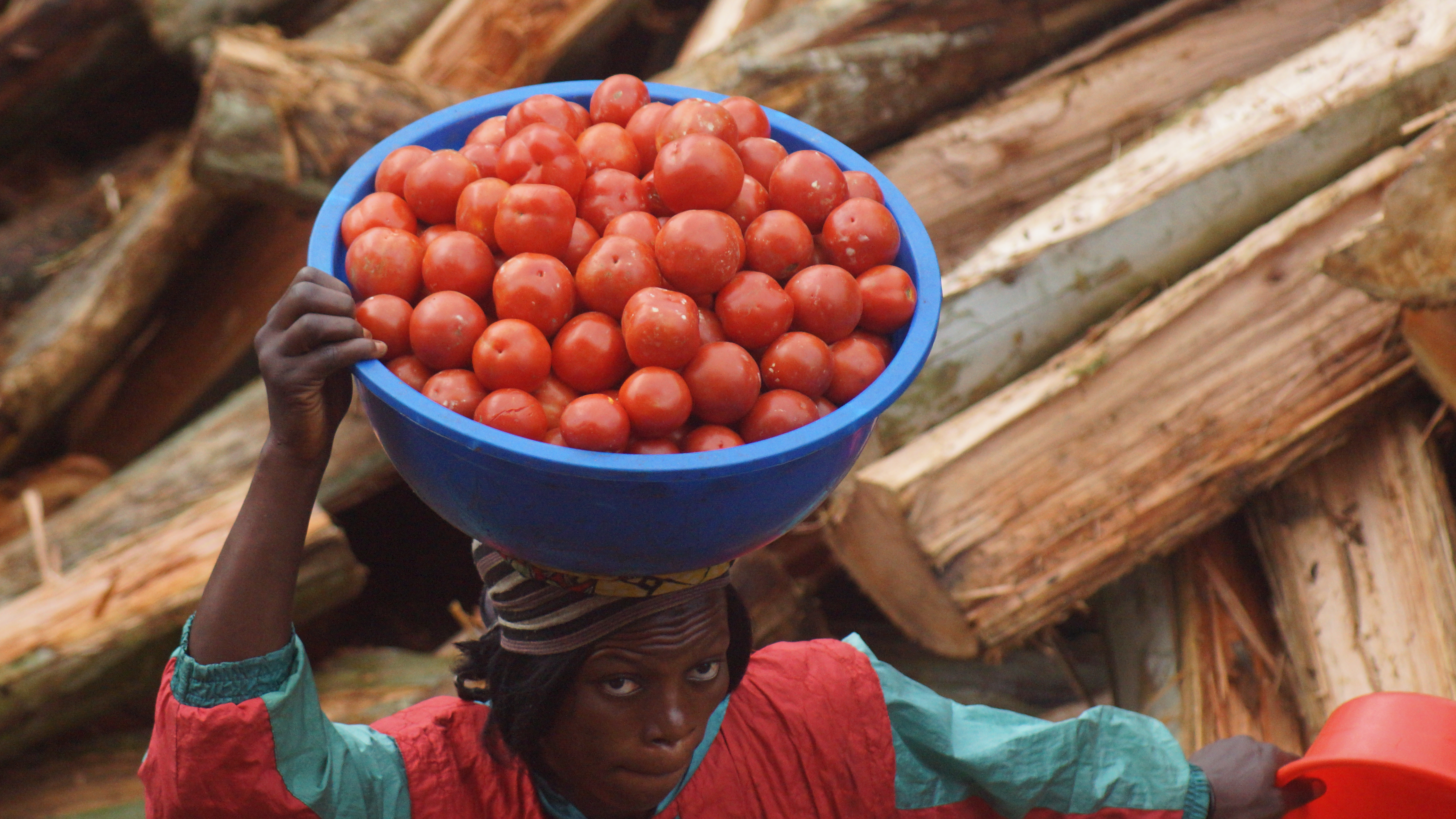
Kleinhandel in Bukavu

Der Vorläufer der belgischen Kolonialstadt war der Ende Juni 1900 errichtete Poste Principal du Kivu, ein strategischer Außenposten an der Grenze des heutigen Ruandas, das damals noch Teil der Kolonie Deutsch-Ostafrika war. Der neue Oberkommissar der Verwaltungsregion Ruzizi-Kivu, Paul Costermans, veranlasste alsbald einen Ausbau des Postens namens Nya-Lukemba – der Name der schmalen Landzunge, auf der der Außenposten errichtet wurde. Aufgrund des für Europäer recht angenehmen Klimas gab es bereits im Jahre 1912 erste Überlegungen, die entstehende Siedlung zu einem Kurort auszubauen, was allerdings durch den Beginn des Ersten Weltkrieges vereitelt wurde. Zu Kolonialzeiten war Bukavu ein beliebter Aufenthaltsort von europäischen Diplomaten. Teilweise wurde Bukavu als Riviera am Kongo bezeichnet. Als 1916 belgische Truppen das heutige Ruanda und Burundi besetzten, fiel die strategische Lage des Außenpostens weg, womit der Ort expandierte. Ebenfalls seit 1916 etablierte sich auch der Name Bukavu für die Siedlung. Der Name setzt sich aus den Worten bu und nkavu, was in der Sprache der Mashi in etwa Ort, an dem die Kühe grasen bedeutet. Bereits im Jahr 1925 wurden von der Kolonialverwaltung erste Konzepte der Stadtplanung entwickelt. Als 1928 in unmittelbarer Umgebung Bukavus die ersten Rohstoffquellen erschlossen wurden, setzte der allgemeine Wohlstand ein. Aufgrund des unaufhaltsamen Zuzugs wurden im Jahr 1958 die Bezirke Kadutu und Bagira errichtet, die primär für die Ansiedlung der schwarzen Bevölkerung gedacht waren. Ebenfalls im Jahr 1958 erlangte Costermansville als erst fünfte Stadt Belgisch-Kongos das Stadtrecht.

### Nach der Unabhängigkeit

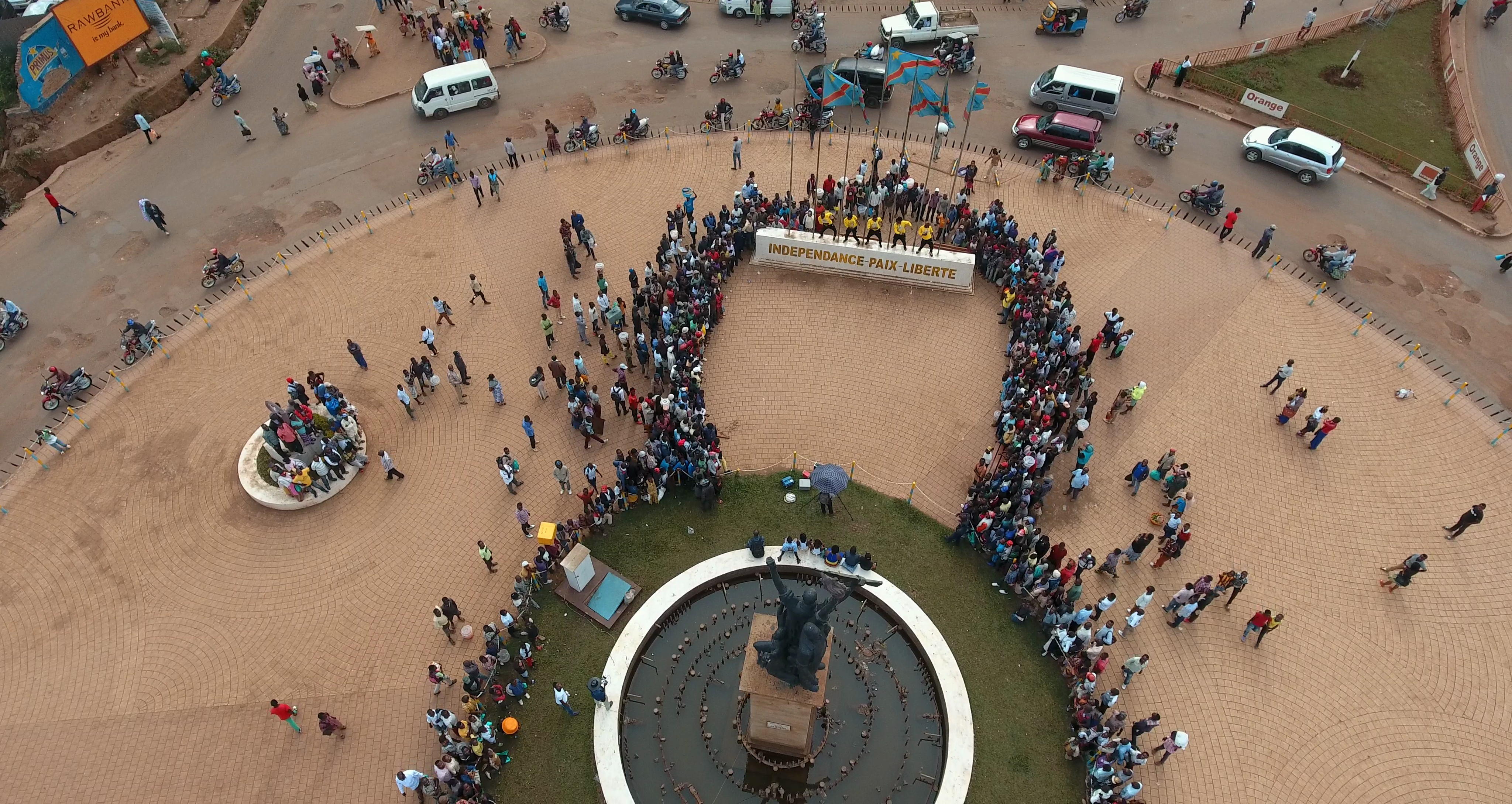
Unabhängigkeitsplatz

Nach der Entlassung des Landes in die Unabhängigkeit im Jahr 1960 und der erneuten Umbenennung in Bukavu, rückte die Stadt zusehends in den Fokus diverser separatistischer Strömungen. 1967 war Bukavu über einige Monate Mittelpunkt einer Revolte europäischer Söldner und wurde im Verlauf der Kämpfe fast vollständig zerstört. Rund 1020 Zivilisten sollen bei den Kämpfen gestorben sein und die letzten verbliebenen weißen Siedler verließen die Stadt.

Im Jahr 2004 war die Stadt im Zuge des Zweiten Kongokrieges Schauplatz blutiger Auseinandersetzungen zwischen Regierungstruppen und Milizen, bei denen es zu Vergewaltigungen und Massakern kam. Die Befehlshaber der Milizen, Colonel Jules Mutebutsi und General Laurent Nkunda werden seitdem von der UNO als Kriegsverbrecher gesucht.

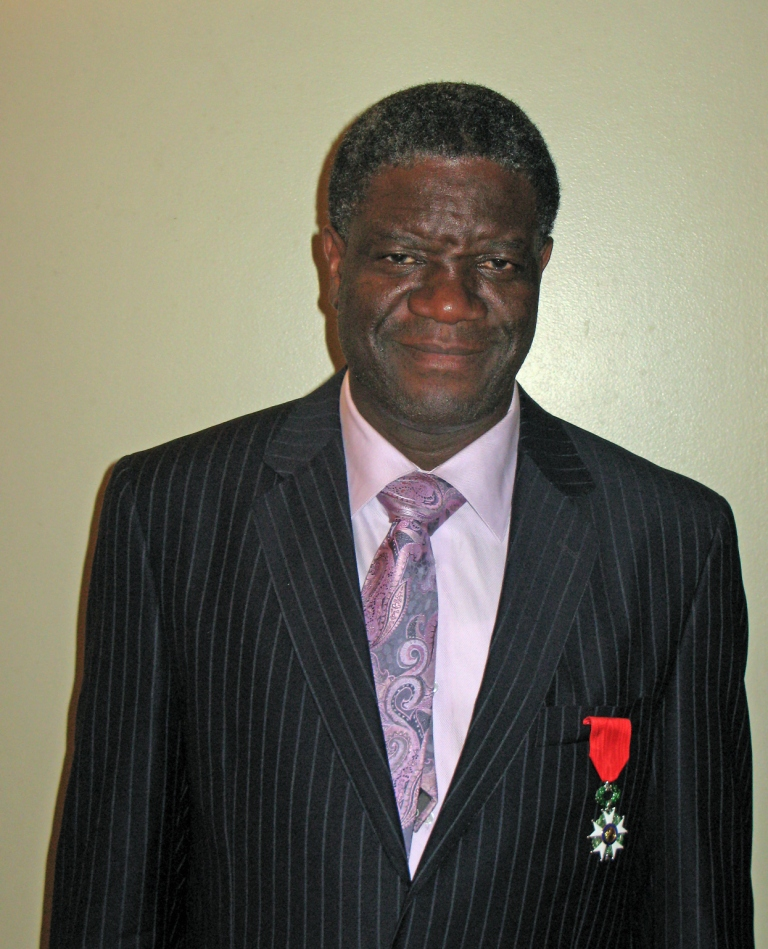
Denis Mukwege, November 2009

2008 erhielt Denis Mukwege, Mitbegründer und Betreiber des Krankenhauses von Panzi den Menschenrechtspreis der Vereinten Nationen. Im selben Jahr wurde Bukavu von einem Erdbeben der Stärke 6,1 erschüttert, wobei sieben Menschen starben und 320 verletzt wurden.

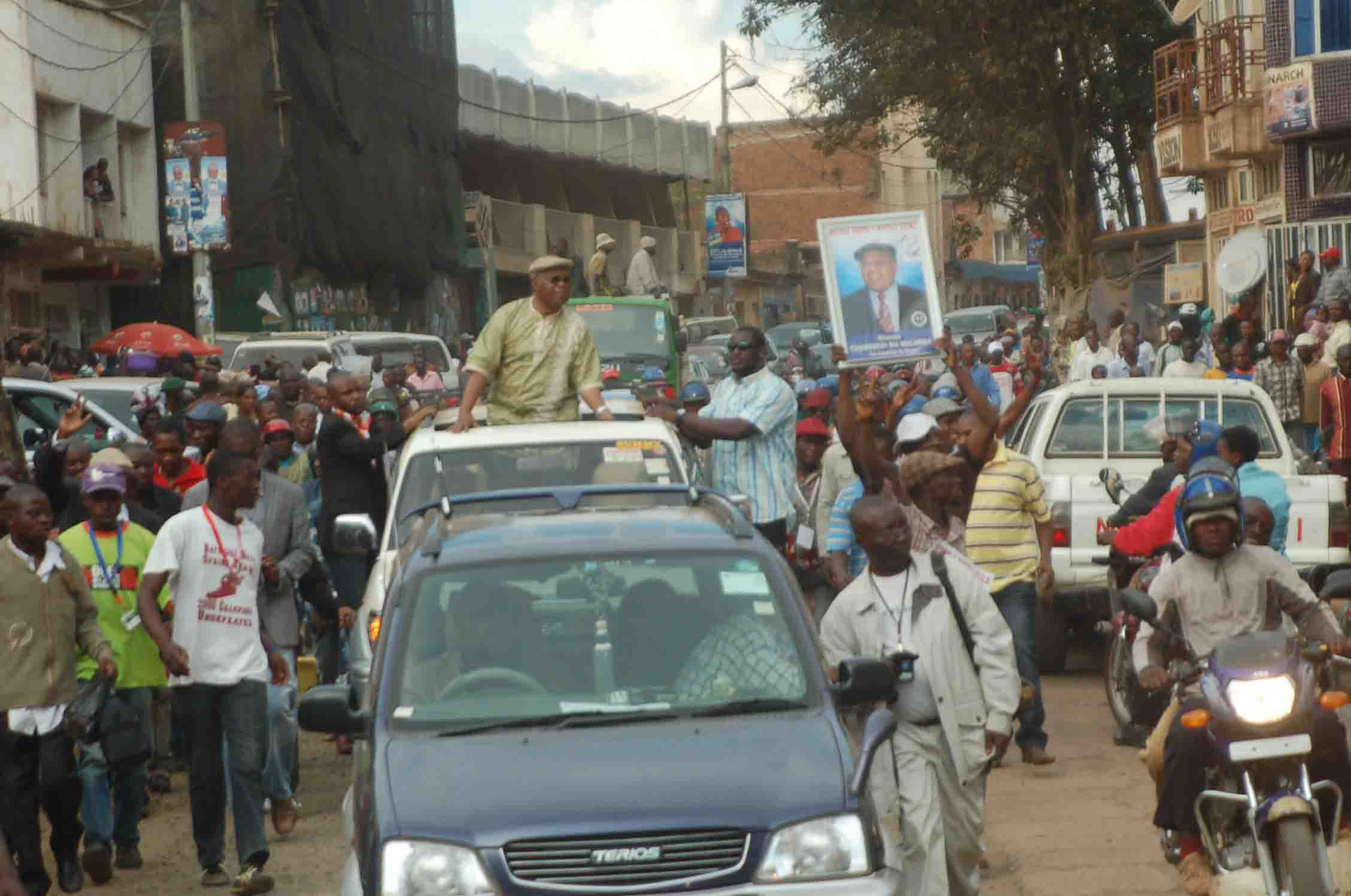
Rally 2011

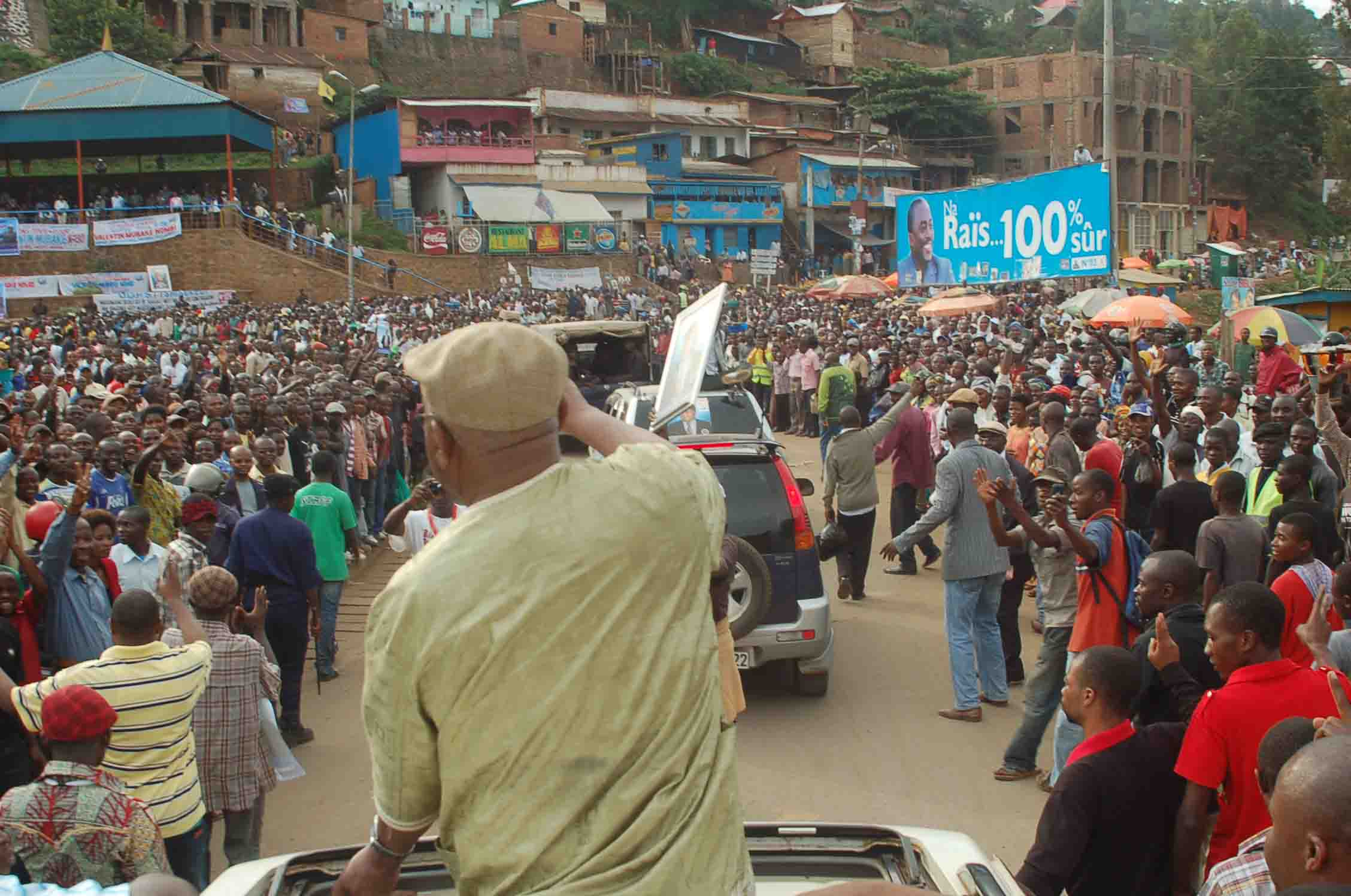
Rally 2011

Am 14. Februar 2025 rückte die M23 und Verbündete in die Stadt ein. Präsident Félix Tshisekedi befand sich währenddessen auf der Münchner Sicherheitskonferenz, um für internationale Unterstützung gegen Ruanda zu werben. Drei Wochen zuvor hatte die M23 bereits Goma, die am anderen Ende des Kiwusees gelegene Hauptstadt der Provinz Nord-Kivu, eingenommen.

## Wirtschaft
Es gibt in Bukavu eine Arzneimittelfabrik der Firma Pharmakina von Etienne Erny und Horst Gebbers, die Medikamente gegen Malaria (Chinin) und AIDS (das Generikum Afri-vir) herstellt; im Jahr 2005 beschäftigte sie 740 feste und rund 1000 freie Mitarbeiter.
Pharmakina ist damit der größte Arbeitgeber der Stadt. Außerdem zählt die Bralima, eine ortsansässige Brauerei, zu den größten Arbeitgebern der Stadt; hier wird u. a. das bekannte Bier Primus gebraut.

## Transport
Bukavu war ein wichtiger Verkehrsknoten und diente als Zugang zum östlichen Kongo. Als Folge der Kriege ist das Straßennetz jedoch heruntergekommen. Die Hauptstraßen nach Goma, Kisangani und in andere Städte sind immer noch kaum wiederhergestellt worden. Die mangelnde Transport-Infrastruktur hat eine verheerende Auswirkung auf die Entwicklung der Region.
Ähnlich wie im Falle Gomas könnte die Nähe zum asphaltierten Straßennetz von Ostafrika und des funktionierenden östlichen Teils des Lagos-Mombasa-Highway eine schnellere Erholung erlauben als bei anderen kongolesischen Städten. Bukavus Nähe zu den Häfen von Bujumbura und Uvira (Kalundu) über den Tanganjikasee könnte einen zusätzlichen Vorteil durch dessen Zugang zu den Bahnhöfen von Kigoma (Bahnverbindung nach Daressalam) und Kalemie (Bahnverbindung zur Provinz Katanga) bringen.
Bukavu verfügt über zahlreiche Anlegestellen, für Fracht- und Passagierschiffe. Diese verkehren auf der kongolesischen Seite des Kiwusees und verbinden Bukavu mit Goma am Nordufer sowie den Inseln und Gemeinden entlang des Sees. Die Fahrtzeit nach Goma beträgt in etwa sechs Stunden. Bedingt durch den schlechten Zustand der Straßen entlang des Sees und der Gefahr durch Rebellen und bewaffnete Banden, ist das Schiff das dominierende Verkehrsmittel zwischen Bukavu und Goma.
Der Flughafen Bukavu-Kavumu (IATA-Code: BKY, ICAO-Code: FZMA), ca. 30 km nördlich gelegen, dient als lokaler Flughafen für Bukavu. Der Flughafen ist auf einer durchgängig asphaltierten Straße zu erreichen.

## Persönlichkeiten
- Stefanos von Tallinn (* 29. April 1946), estnischer Primas der Estnisch-Orthodoxen Kirche
- Alexis Brimeyer (* 4. Mai 1946; † 1995 in Madrid), Hochstapler
- Mwezé Ngangura (* 7. Oktober 1950), Regisseur
- Denis Mukwege (* 1. März 1955), Mitbegründer und Leiter des Panzi-Hospitals in Bukavu; geehrt mit dem Menschenrechtspreis der Vereinten Nationen 2008, dem Right Livelihood Award 2013 und dem Friedensnobelpreis 2018 für seinen Kampf gegen „Vergewaltigung als Waffe“.
- Jean van de Velde (* 14. März 1957), niederländischer Regisseur
- Vital Kamerhe (* 4. März 1959), kongolesischer Politiker und ehem. Präsidentschaftskandidat
- Emile Mushosho Matabaro (* 5. März 1967), römisch-katholischer Geistlicher und Bischof von Doruma-Dungu
- Barbara Kanam (* 27. September 1973), Musikerin und Schauspielerin
- Saïd Makasi (* 20. August 1982), ruandischer Fußballspieler